# Milán-San Remo 1942
La Milán-San Remo 1942 fue la 35.ª edición de la Milán-San Remo. La carrera se disputó el 19 de marzo de 1942. El vencedor final el italiano Adolfo Leoni, que se impuso al sus compañeros de fuga en la meta de San Remo. 
58 ciclistas tomaron parte, acabando 44 de ellos, todos italianos.

## Clasificación final
| Posición | Ciclista             | Equipo    | Tiempo     |
| -------- | -------------------- | --------- | ---------- |
| 1        | Adolfo Leoni         | Bianchi   | 8h 10' 00" |
| 2        | Antonio Bevilacqua   | Bianchi   | m. t.      |
| 3        | Pierino Favalli      | Legnano   | m. t.      |
| 4        | Giordano Cottur      | Viscontea | m. t.      |
| 5        | Mario de Benedetti   | Legnano   | m. t.      |
| 6        | Marco Marangoni      | -         | m. t.      |
| 7        | Giovanni Brotto      | Bianchi   | m. t.      |
| 8        | Giovanni de Stefanis | Bianchi   | m. t.      |
| 9        | Cino Cinelli         | Bianchi   | + 1' 45"   |
| 10       | Osvaldo Bailo        | Viscontea | +m. t.     |